# Agnieszka Więdłocha
Agnieszka Więdłocha (n. 12 ianuarie 1986, Łódź, Polonia) este o actriță de teatru, film și televiziune și activistă socială poloneză.

## Biografie
Agnieszka Więdłocha a absolvit școala de muzică și apoi Școala Națională de Film, Televiziune și Teatru Leon Schiller din Łódź (în 2009). A lucrat ca actriță a teatrulu Stefan Jaracz din Lodz. 
A câștigat premiul „Masca de Aur” – premiul teatral din Łódź – pentru cel mai bun debut în stagiunea 2009/2010. 
Ea a devenit notabilă pentru rolul Lena Sajkowska din serialul TV dramatic despre Al Doilea Război Mondial Zile de onoare (Czas honoru, 2008), difuzat pe postul de televiziune TVP2, precum și pentru rolurile sale din M jak miłość și Viață de medic (Lekarze).
În 2016, a apărut în serialul Comisarul Alex (Komisarz Alex) în rolul comisarului adjunct Ewa Krassowska. La 9 ianuarie 2019, împreună cu Maciej Stuhr, a fost gazda emisiunii Planeta celor singuri (Planeta singli), difuzată la Radio Zet⁠(d).
În teatru a interpretat roluri ca Skarbie (Honey) în Cui i-e frică de Virginia Woolf? (regia Jacek Poniedziałek, Teatrul Polonez din Varșovia), ca Abigail Williams în The Crucible (regia Mariusz Grzegorzek, Teatrul S. Jaracz din Łódź), ca Milica în Barbelo, despre câini și copii (regia A. Augustynowicz, Teatrul S. Jaracz din Łódź) și altele.
În 2020, împreună cu soțul ei Antoni Pawlicki, au fost decorați cu Medalia „Pro Patria” pentru ajutorarea veteranilor de război.
În 2024, a interpretat rolul Agatei în filmul Netflix Ucide-mă, dragostea mea! (Zabij mnie, kochanie), o refacere a filmului turc din 2019, Öldür Beni Sevgilim⁠(tr)[traduceți]. Când un soț (Piotr interpretat de Mateusz Banasiuk) și o soție (Natalia interpretată de Weronika Książkiewicz) câștigă la loterie, ei încep să comploteze să se omoare unul pe celălalt.

## Viață privată

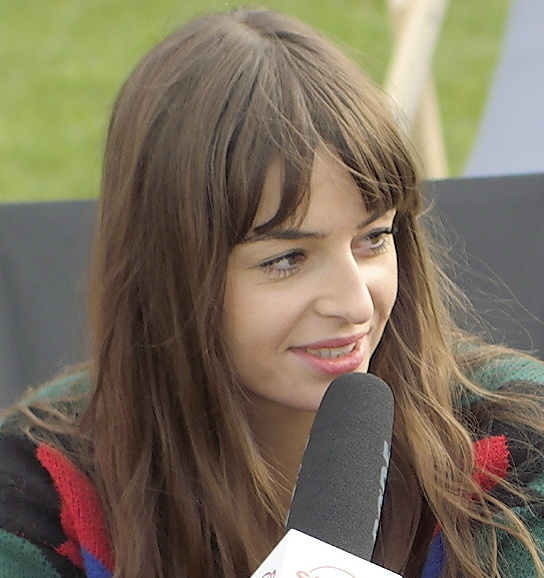
Agnieszka Więdłocha în 2016 la Festivalul de Film de la Gdynia

Din aprilie 2014 până în iulie 2016, a avut o relație cu Sebastian Fabijański⁠(d).
În 2018, s-a căsătorit cu Antoni Pawlicki⁠(d),, cu care are doi copii.
Agnieszka Więdłocha are un frate mai mic, Piotr.

## Filmografie selectivă
Sursa: 
- Czas honoru⁠(d) (2008) -  Lena Sajkowska (TV, 67 de episoade, 2008-2013)
- Komisarz Blond i Oko Sprawiedliwosci (2012) - Julia[17]
- Lekarze / Viață de medic (TV, 2012) - Dr. Beata Jasińska, medic anestezist[18][19]
- Syberiada polska⁠(d) (2013) - Cynia[20]
- Powiedz Tak (2015) -  Justyna
- Planeta Singli / Planeta celor singuri (2016) - Ania[21][22][23]
- Pragnienie nocy (2016) - Maja
- Czulosc (2016) - Dominika, sora lui Artur
- Tenderness  (2016) - Dominika, sora lui Artur
- Po prostu przyjazn  (2017) - Julia
- Gotowi na wszystko. Exterminator⁠(d)  (2018) - Magda
- Planeta Singli 2⁠(d)  (2018) - Ania
- Kobieta sukcesu  (2018) - Manka
- Planeta Singli 3⁠(d)  (2019) - Ania
- Gorzko, gorzko! / Kiss, Kiss! (2022) - Klara
- Zabij mnie, kochanie / Ucide-mă, dragostea mea! (2024)[8][24]